# 会东石蝴蝶
会东石蝴蝶（学名：Petrocosmea mairei var. intraglabra）为苦苣苔科石蝴蝶属下的一个变种。

## 扩展阅读
- 維基物種上的相關：会东石蝴蝶